# Miss USA 2014
A 63ª edição do concurso Miss USA foi realizada no dia 8 de junho, no Baton Rouge River Center, em Baton Rouge, Luisiana. Erin Brady, do Connecticut, coroou sua sucessora ao final do evento, que teve três horas de duração, de acordo com comunicado conjunto distribuído pela NBC e Miss Universe Organization, em 13 de março.
Candidatas dos 50 Estados americanos e do Distrito de Columbia participaram da disputa que elegeu Nia Sanchez, de Nevada como representante do país no Miss Universo 2014, realizado em Miami no dia 25 de janeiro de 2015. Na ocasião, Sanchez acabou em segundo lugar, concorrendo com outras 87 candidatas.

## Resultados
| Resultado Final | Candidata |
| Miss USA 2014   | - Nevada - Nia Sanchez |
| 2ª colocada     | - Dacota do Norte - Audra Mari |
| 3ª colocada     | - Georgia - Tiana Griggs |
| 4ª colocada     | - Luisiana - Brittany Guidry |
| 5ª colocada     | - Flórida - Brittany Oldehoff |
| 6ª colocada     | - Iowa - Carlyn Bradarich § |
| Top 10          | - Califórnia - Cassandra Kunze - Maryland - Taylor Burton - Carolina do Sul - Christina Zapolski - Wisconsin - Bishara Dorre |
| Top 20          | - Alabama - Jesica Warren Alhberg - Arizona - Jordan Wessel - Indiana - Mekayla Diehl - Minnesota - Haley O'Brien - Nebrasca - Amanda Soltero - Nova Jérsei - Emily Shah - Oklahoma - Brooklynne Young - Pensilvânia - Valerie Gatto - Tennessee - Kristy Landers Niedenfuer - Virgínia - Arielle Rosmarino |

§ Classificada para o Top 6 via Twitter

### Premiações Especiais
| Premiação      | Candidata                          |
| Miss Simpatia  | - Rhode Island - Christina Palavra |
| Miss Fotogenia | - California - Cassandra Kunze     |

## Escolha da cidade-sede
Antes mesmo da oficialização de Baton Rouge como sede desta edição do Miss USA, empresários do setor hoteleiro da capital da Luisiana vinham trabalhando para bloquear reservas de quartos de hotel da cidade para outros hóspedes com vistas à realização do certame. De acordo com o CEO da Visit Baton Rouge, Paul Arrigo, entre 3 e 4 mil quartos de hotel estiveram reservados até a data do concurso. A Secretaria de Turismo do Estado autorizou a liberação de uma verba de US$ 50 mil para incentivar a realização do concurso na cidade.
As 51 candidatas ficaram hospedadas no L'Auberge Casino and Hotel durante o período de atividades do concurso, entre os dias 26 de maio e 9 de junho. Ainda durante o concurso Miss USA 2013, Donald Trump chegou a considerar a hipótese de levar o concurso para um hotel resort de sua propriedade em Doral, Flórida, mas os vereadores locais recusaram a iniciativa.

## Candidatas
| Estado               | Nome                      | Cidade             | Idade1 | Altura (pés/cm) | Classificação | Notas |
| -------------------- | ------------------------- | ------------------ | ------ | --------------- | ------------- | --- |
| Alabama              | Jesica Warren Alhberg     | Mountain Brook     | 24     | 5'6"/1,68       | Top 20        | |
| Alasca               | Kendall Bautista          | Anchorage          | 21     | 5'7"/1,70       |               | |
| Arizona              | Jordan Wessel             | Tempe              | 20     | 5'9"/1,75       | Top 20        | |
| Arcansas             | Helen Wisner              | Fayetteville       | 25     | 5'8"/1,73       |               | |
| Califórnia           | Cassandra Kunze           | El Cajon           | 20     | 5'9"/1,75       | Top 10        | Miss Fotogenia Anteriormente Miss Teenage California 2012 |
| Colorado             | Eleanna Livaditis         | Centennial         | 25     | 5'7"/1,70       |               | Nascida na Grécia |
| Connecticut          | Desirée Pérez             | Greenwich          | 25     | 5'7"/1,70       |               | Nascida na na Venezuela. Anteriormente Miss Connecticut U.S. International 2013                                                                                      |
| Delaware             | Kelsey Miller             | Wilmington         | 23     | 5'10"/1,78      |               | Anteriormente Miss Delaware Teen USA 2009 |
| Distrito de Columbia | Ciera Nicole Butts        | Washington, D.C.   | 23     | 5'7"/1,70       |               | Anteriormente Miss Maryland United States 2013 |
| Flórida              | Brittany Oldehoff         | Fort Lauderdale    | 24     | 5'11"/1,80      | 5ª colocada   | Foi modelo da sétima temporada de Project Runway |
| Georgia              | Tiana Griggs              | Monticello         | 26     | 5'9"/1,75       | 3ª colocada   | |
| Havaí                | Moani Hara                | Manoa              | 24     | 5'7"/1,70       |               | Anteriormente Miss Hawaii's Outstanding Teen 2007 |
| Idaho                | Yvette Bennett            | Boise              | 23     | 5'6"/1,68       |               | Nascida em Guam. Anteriormente Miss Idaho U.S. International 2013 |
| Illinois             | Lexi Atkins               | Champaign          | 21     | 5'8"/1,73       |               | Anteriormente Miss Illinois Teen USA 2010 e segunda colocada no Miss Teen USA 2010                                                                                   |
| Indiana              | Mekayla Diehl             | Elkhart            | 25     | 5'8"/1,73       | Top 20        | |
| Iowa                 | Carlyn Bradarich          | Hampton            | 22     | 5'10"/1,78      | 6ª colocada   | Irmã da Miss Illinois USA 2010, Ashley Bradarich |
| Cansas               | Audrey Banach             | Lenexa             | 22     | 5'10"/1,78      |               | |
| Kentucky             | Destin Kincer             | Whitesburg         | 21     | 5'11"/1,80      |               | |
| Luisiana             | Brittany Guidry           | Houma              | 21     | 5'9"/1,78       | 4ª colocada   | Anteriormente Miss Louisiana Teen USA 2009 e quinta colocada no Miss Teen USA 2009                                                                                   |
| Maine                | Samantha Dahlborg         | Gorham             | 20     | 5'8"/1,73       |               | |
| Maryland             | Taylor Burton             | La Plata           | 25     | 5'10"/1,78      | Top 10        | |
| Massachusetts        | Caroline Lunny            | Holliston          | 23     | 5'10"/1,78      |               | Anteriormente Miss Massachusetts Teen USA 2008 |
| Michigan             | Elizabeth Ivezaj          | Macomb             | 23     | 5'7"/1,70       |               | Nascida na Albânia |
| Minnesota            | Haley O'Brien             | Excelsior          | 21     | 5'8"/1,73       | Top 20        | Anteriormente Miss Minnesota Teen USA 2010 e Miss Collegiate America 2012                                                                                            |
| Mississippi          | Chelsea Reardon           | Southaven          | 22     | 5'8"/1,73       |               | |
| Missouri             | Erica Sturdefant          | Springfield        | 23     | 5'9"/1,75       |               | Anteriormente Miss Missouri Teen USA 2010 |
| Montana              | Kadie Latimer             | Kalispell          | 23     | 5'10"/1,78      |               | |
| Nebrasca             | Amanda Soltero            | Columbus           | 22     | 5'7"/1,70       | Top 20        | Anteriormente Miss Nebraska Teen USA 2010 |
| Nevada               | Nia Sanchez               | Henderson          | 24     | 5'8"/1,73       | Miss USA 2014 | |
| Nova Hampshire       | Bridget Brunet            | East Kingston      | 26     | 5'6"/1,68       |               | |
| Nova Jérsei          | Emily Shah                | Keasbey            | 19     | 5'7"/1,70       | Top 20        | |
| Novo México          | Kamryn Blackwood          | Farmington         | 21     | 5'9"/1,75       |               | |
| Nova York            | Candace Kendall           | Rochester          | 24     | 5'8"/1,68       |               | Anteriormente Miss New York Teen USA 2006 |
| Carolina do Norte    | Olivia Olvera             | Fayetteville       | 26     | 5'4"/1,63       |               | Competiu no Miss Solaria 2009 |
| Dacota do Norte      | Audra Mari                | Fargo              | 20     | 5'10"/1,78      | 2ª colocada   | Anteriormente Miss North Dakota Teen USA 2011 e segunda colocada no Miss Teen USA 2011                                                                               |
| Ohio                 | Madison Gesiotto          | Condado de Jackson | 22     | 5'6"/1,68       |               | |
| Oklahoma             | Brooklynne Abigail Young  | Tulsa              | 19     | 5'9"/1,75       | Top 20        | |
| Oregon               | Emma Pelett               | Portand            | 25     | 5'7"/1,70       |               | |
| Pensilvânia          | Valerie Gatto             | Pittsburgh         | 24     | 5'5"/1,65       | Top 20        | |
| Rhode Island         | Christina Palavra         | Providence         | 19     | 5'11"/1,80      |               | Miss Simpatia |
| Carolina do Sul      | Christina Zapolski        | Charleston         | 21     | 6'/1,83         | Top 10        | |
| Dacota do Sul        | Brittney Palmer           | Brookings          | 24     | 5'8"/1,73       |               | |
| Tennessee            | Kristy Landers Niedenfuer | Nashville          | 22     | 5'9"/1,75       | Top 20        | |
| Texas                | Lauren Guzman             | Laredo             | 24     | 5'9"/1,75       |               | Anteriormente Miss Texas Teen USA 2008 |
| Utah                 | Angelia Layton            | Salt Lake City     | 22     | 5'8"/1,73       |               | Anteriormente Miss Utah Teen USA 2010 e quarta colocada no Miss Teen USA 2010. Competiu no Survivor: Philippines                                                     |
| Vermont              | Gina Bernasconi           | Underhill          | 19     | 5'7"/1,70       |               | |
| Virgínia             | Arielle Rosmarino         | Salem              | 22     | 5'10"/1,78      | Top 20        | |
| Washington           | Allyson Rowe              | Spokane            | 25     | 5'6"/1,68       |               | |
| Virgínia Ocidental   | Charisse Haislop          | Parkersburg        | 24     | 5'8"/1,73       |               | |
| Wisconsin            | Bishara Dorre             | Milwaukee          | 24     | 5'7"/1,70       | Top 10        | Anteriormente Miss Wisconsin Teen USA 2006 e Miss Wisconsin's Outstanding Teen 2007, classificada entre as 10 semifinalistas no Miss America's Outstanding Teen 2008 |
| Wyoming              | Lexi Hill                 | Gillette           | 20     | 5'4"/1,68       |               | |

## Jurados

### Da final televisionada de 08/06/2014
Relação divulgada pela Miss Universe Organization em 6 de junho de 2014:
| Jurado           | Profissão                           |
| Karl Malone      | Ex-jogador de basquete profissional |
| Lance Bass       | Ator e músico                       |
| Randy Couture    | Ator                                |
| Rumer Willis     | Atriz                               |
| Allie LaForce    | Miss Teen USA 2006                  |
| Bárbara Palacios | Miss Universo 1986                  |
| Ian Ziering      | Ator                                |
| Dolvett Quince   | Especialista de fitness             |
| Melissa Peterman | Atriz e apresentadora               |

### Da preliminar de 04/06/2014
Relação divulgada pela Miss Universe Organization em 1 de junho de 2014:
| Jurado                 | Profissão                                               |
| Bryce Townsend         | Empresário esportivo                                    |
| Carole Gist            | Miss USA 1990                                           |
| Chantal "Taly" Russell | Diretora de elenco                                      |
| Elise Zealand          | Escritora e fotógrafa                                   |
| Fred Nelson            | Presidente/produtor-executivo do People's Choice Awards |
| Janna Ronert           | Fundadora e CEO da Image Skincare                       |
| Jeanne Burns           | Jornalista                                              |
| Scott Balber           | Empresário                                              |

## Programação musical
- Abertura: –  Iko Iko, Take A Ride On A Riverboat, Home e Hey Pocky A-Way - Marc Broussard com Dirty Dozen Brass Band
- Etapa de Trajes de Banho: Cruise - Florida Georgia Line com Nelly (performance ao vivo)
- Etapa de Trajes de Gala: – Decidiste dejarme - Camila
- Apresentação Final das 6 Finalistas: – This Is How We Roll - Florida Georgia Line (performance ao vivo)

## Audiência
Em relação ao ano anterior, o concurso registrou crescimento de 21% em total de telespectadores e 8% na média entre os telespectadores na faixa de 18 a 49 anos. Em suas três horas de duração, o Miss USA 2014 registrou 5,55 milhões de telespectadores, média de 3,4 e share domiciliar de 6 pontos.
Na comparação com outros programas de canais abertos e fexhados, o Miss USA 2014 perdeu em telespectadores não apenas para o Tony Award (CBS, 7 milhões de telespectadores, média de 4,4 e share de 7), exibido na mesma faixa (20 às 23h, horário da costa leste americana) ou a segunda partida das Finais da NBA entre San Antonio Spurs e Miami Heat (ABC, 15 milhões de telespectadores e média de 10,2). Mas, principalmente, para um episódio de Game of Thrones (HBO, 6,948 milhões de telespectadores e média de 3,7 na faixa de 18 a 49 anos).

## Importância histórica
- Nevada venceu o concurso pela primeira vez. Foi a terceira vez consecutiva desde 2012 que um Estado repetiu esse feito.
- A Dacota do Norte teve a melhor classificação na história do Miss USA (ver a seção Candidatas para a classificação de Audra Mari no Miss Teen USA 2011, a mesma desta edição do concurso adulto).
- A Georgia igualou sua melhor classificação, obtida em 2001 e 2006, a melhor desde 1993.
- A Luisiana teve sua melhor classificação desde a vitória de Ali Landry, em 1996.
- A Flórida igualou sua classificação de 2005 e 2006, a melhor desde 1988.
- Iowa teve sua melhor classificação em 56 anos, desde a vitória de Carol Morris em 1956, também eleita Miss Universo na mesma época.
- Os Estados que repetiram a classificação entre as 15 semifinalistas em relação ao ano anterior foram: Alabama, Califórnia, Luisiana, Maryland, Nevada e Carolina do Sul.
- O Alabama se classificou pelo quinto ano consecutivo.
- Maryland e Carolina do Sul se classificaram pelo quarto ano consecutivo.
- Luisiana e Nevada se classificaram pelo terceiro ano consecutivo.
- Califórnia e Pensilvânia se classificaram pelo segundo ano consecutivo.
- Nova Jérsei, Oklahoma e Tennessee se classificaram pela última vez em 2012.
- Arizona e Indiana se classificaram pela última vez em 2011.
- Nebrasca e Virgínia se classificaram pela última vez em 2010.
- Minnesota se classificou pela última vez em 2009.
- Wisconsin se classificou pela última vez em 2007.

## Crossovers
2 candidatas competiram anteriormente no Miss America's Outstanding Teen
- Miss Hawaii USA Moani Hara foi Miss Hawaii's Outstanding Teen 2007
- Miss Wisconsin USA Bishara Dorre foi Miss Wisconsin's Outstanding Teen 2007 e top 10 no Miss America's Outstanding Teen 2008

2 candidatas competiram anteriormente no Miss U.S. International
- Miss Connecticut USA Desirée Pérez foi Miss Connecticut U.S. International 2013
- Miss Idaho USA Yvette Bennett foi Miss Idaho U.S. International 2013

1 candidata competiu anteriormente no Miss Teenage California
- Miss California USA Cassandra Kunze foi Miss Teenage California 2012

1 candidata competiu anteriormente no America's Next Top Model
- Miss New Jersey USA Nina Burns concorreu no America's Next Top Model, Ciclo 20, foi eliminada no Episódio 13

12 candidatas competiram anteriormente no Miss Teen USA (incluindo suas segundas colocadas), quebrando o recorde estabelecido anteriormente no Miss USA 2007 (11 candidatas).
- Miss Delaware USA Kelsey Miller foi Miss Delaware Teen USA 2009
- Miss Illinois USA Lexi Atkins foi Miss Illinois Teen USA 2010 e segunda colocada no Miss Teen USA 2010
- Miss Louisiana USA Brittany Guidry foi Miss Louisiana Teen USA 2009 e quinta colocada no Miss Teen USA 2009
- Miss Massachusetts USA Caroline Lunny foi Miss Massachusetts Teen USA 2008 e top 15 no Miss Teen USA 2008
- Miss Missouri USA Erica Sturdefant foi Miss Missouri Teen USA 2010
- Miss Minnesota USA Haley O'Brien foi Miss Minnesota Teen USA 2010
- Miss Nebraska USA Amanda Soltero foi Miss Nebraska Teen USA 2010
- Miss New York USA Candace Kuykendall foi Miss New York Teen USA 2006
- Miss North Dakota USA Audra Mari foi Miss North Dakota Teen USA 2011 e segunda colocada no Miss Teen USA 2011
- Miss Texas USA Lauren Guzman foi Miss Texas Teen USA 2008
- Miss Utah USA Angelia Layton foi Miss Utah Teen USA 2010 e quarta colocada no Miss Teen USA 2010
- Miss Wisconsin USA Bishara Dorre foi Miss Wisconsin Teen USA 2006